# Drosophila seminole
Drosophila seminole este o specie de muște din genul Drosophila, familia Drosophilidae, descrisă de Sturtevant și Theodosius Grigorievich Dobzhansky în anul 1936.
Este endemică în Alabama. Conform Catalogue of Life specia Drosophila seminole nu are subspecii cunoscute.